# Nanolitografia
Nanolitografia é um ramo da nanotecnologia, que lida com o estudo, fabricação e aplicação de estruturas em escala nanométrica, ou seja, modelos com pelo menos uma dimensão lateral entre o tamanho de um único átomo a até cerca de 100 nm. A nanolitografia é utilizada na fabricação de circuitos semicondutores de ponta integrada (nanocircuito) ou sistemas nanoeletromecânicos (NEMS).

## Nanolitografia Óptica
Existem diversas técnicas de nanolitografia, a mais usada é a litografia óptica. A litografia óptica tem sido a técnica predominante desde o advento da era dos semicondutores. Também chamada de litografia convencional, ela consiste na transferência de um padrão desenhado numa máscara (fotomáscaras ou máscaras de litografia) para um material fotosensível utilizando radição UV profunda, com o uso de comprimentos de onda muito curtos (atualmente 193 nm). Essa técnica é capaz de produzir padrões com menos de 100 nm. A maioria dos especialistas consideram que as técnicas tradicionais de litografia ótica não será rentável abaixo de 22 nm. Nesse ponto, pode ser substituída por técnicas NGL (Next Generation Lithography, ou Litografia de Próxima Geração), a mais popular é a EUVL (Extreme Ultraviolet Lithography, ou Litografia Ultravioleta Extrema). No entanto, todas essas técnicas precedem as técnicas da era da nanotecnologia.